# Salah Hanchi
Salah Hanchi est un footballeur international algérien né le 27 juillet 1946 à Constantine. Il évoluait au poste de gardien de but.
Il compte 2 sélections en équipe nationale entre 1972 et 1974.

## Biographie
Salah Hanchi est né le 27 juillet 1946, à Constantine, où il a fait ses études primaires et l’entame du moyen. « La passion du foot l’a emporté. Nous, les enfants de ‘‘zaoualia’’, on n’avait que ce sport populaire pour nous défouler. En fait, ce n’était pas un ballon, mais des ballons factices, souvent en chiffons, qu’on façonnait, qu’on remplissait parfois de sable et qu’on appelait le sou. » 

Il est père d'une fille et de deux fils. Son petit-fils est le footballeur international algérien Ramy Bensebaini. 

## Palmarès
- Vice-champion d'Algérie en 1971 avec le CS Constantine.
- Vice-champion d'Algérie en 1974 avec le MO Constantine.
- Finaliste de la Coupe d'Algérie en 1975 et 1976 avec le MO Constantine.